# Hoesdorf
Hoesdorf (Luxemburgs: Héischdref) is een plaats in de gemeente Reisdorf en het kanton Diekirch in Luxemburg.
Hoesdorf telt 102 inwoners (2001).
Het dorp ligt tussen Vianden en Reisdorf aan de rivier de Our, die hier de grens vormt met Duitsland.

## Bezienswaardigheden
De Sint-Niklaaskapel

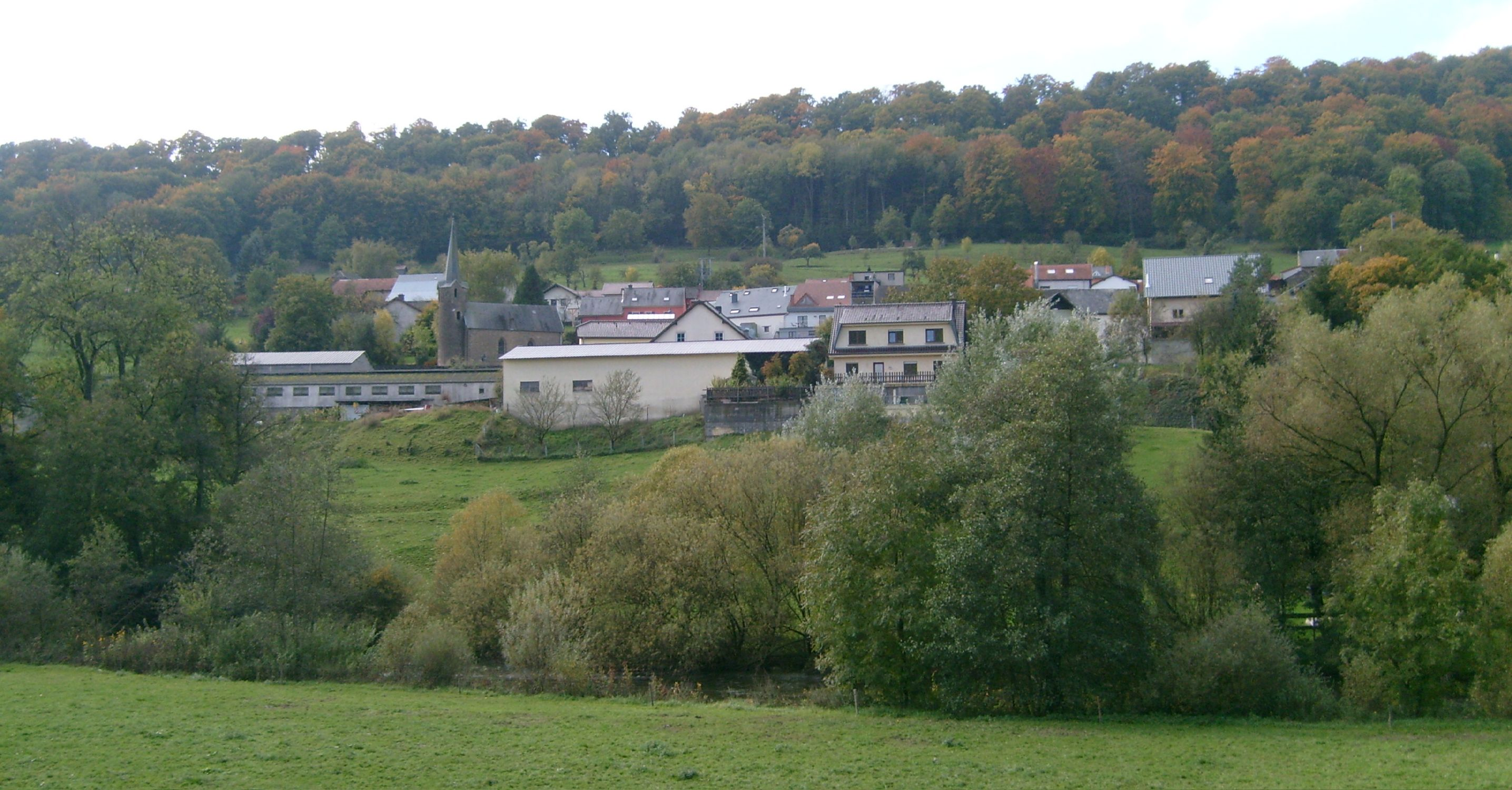
Hoesdorf, gezien vanaf de Duitse zijde van de Our
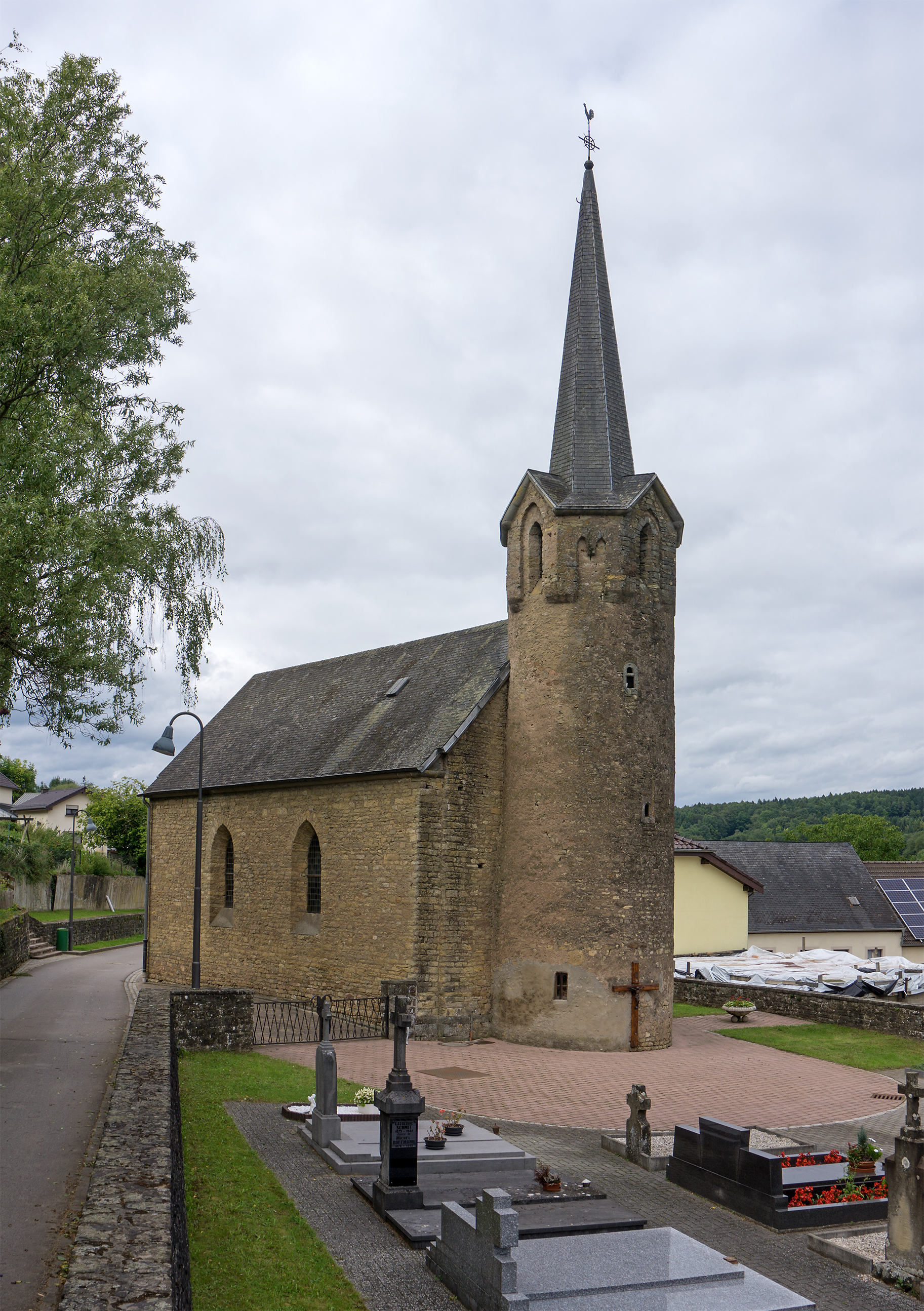
Sint Niklaaskapel

## Nabijgelegen kernen
Bettel, Reisdorf, Wallendorf-Pont
Beforterheide · Bigelbach · Goberhof · Hoesdorf · Reisdorf · Wallendorf-Pont

Luxemburgse gemeenten · Kanton Diekirch · Luxemburg